# Medicine Hat
Medicine Hat é uma cidade da província canadense de Alberta. Sua população é de aproximadamente 50 mil habitantes. Localiza-se no sudeste da província.
Possui este nome, pois segundo a lenda há muito um médico passou pelo território e lá esqueceu seu chapéu, por isso possui este nome.
Historicamente, Medicine Hat é conhecido por seus grandes campos de gás natural, sendo imortalizado por Rudyard Kipling como tendo "o inferno por um porão". Por causa dessas reservas, a cidade é conhecida como "A Cidade do Gás".
O escritor Stephen Vincent Benét (en) mencionou a cidade na primeira estrofe de seu poema "American Names":

Eu me apaixonei pelos nomes americanos,
Os nomes afiados e magros que nunca engordam,

Os títulos de pele de cobra das reivindicações de mineração,

O cocar de guerra emplumado de Medicine Hat,
Tucson e Deadwood e Lost Mule Flat.

## Personalidades
- Richard Edward Taylor (1929), Prémio Nobel de Física de 1990
- Jadyn Wong (1985), atriz
- Mackenzie Porter (1990) atriz